# Droga krajowa B424 (Niemcy)
Droga krajowa 424 (niem. Bundesstraße 424) – niemiecka droga krajowa przebiegająca na osi północ – południe i łączy autostradę A8 od węzła Zweibrücken-Ixheim z przejściem granicznym koło Hornbach w południowej Nadrenii-Palatynacie.